# 333 Bush Street
333 Bush Street – wieżowiec w San Francisco (znajduje się w dzielnicy finansowej) w USA. Budynek ten został zaprojektowany przez słynną firmę Skidmore, Owings & Merrill. Jego budowa zakończyła się w 1986 roku. Ma prawie 151 metrów wysokości i 43 piętra. Jest to obecnie 17. co do wysokości budynek  w mieście, zaraz po Telesis Tower. Wykorzystywany jest jako biurowiec.